# 青木俊憲
青木 俊憲（あおき としのり）はテレビ朝日の北京特派員、中国総局長である。東京大学卒業。

## 出演番組
- 報道ステーション
- スーパーJチャンネル
- 情報満載ライブショー モーニングバード!

## 著書
- 日中対立を超える「発信力」──中国報道最前線 総局長・特派員たちの声　段躍中編 日本僑報社（「向き合わずに増える『敏感』」）